# Pelourinho de Vouzela
O Pelourinho de Vouzela é um pelourinho localizado na atual freguesia de Vouzela e Paços de Vilharigues, no município de Vouzela, Distrito de Viseu, em Portugal.
Este pelourinho encontra-se classificado como Imóvel de Interesse Público desde 1933.